# 懷斯鎮區 (密歇根州)
懷斯鎮區（英語：Wise Township）是位於美國密歇根州伊莎貝拉縣的一個行政鎮區。

## 地方資料
懷斯鎮區的面積為94.77平方千米，當中陸地面積為94.54平方千米，而水域面積為0.23平方千米。根據2020年美國人口普查的數據，當地共有人口1355人，而人口密度為每平方千米14.3人。